# André Ernest Modeste Grétry
André Ernest Modeste Grétry, operni skladatelj, * 8. februar 1741, Liège, Belgija, † 24. september 1813, Montmorency (Val-d'Oise) pri Parizu.
Grétry je avtor preko 60 oper, med katerimi prevladujejo komične opere. Operna dela so bila v času njegovega življenja priljubljena in cenjena, zato so imela precejšen vpliv na sodobnike. 
S svojimi eseji o glasbi (»Mémoires«) se je proslavil tudi kot publicist. Leta 1771 se je poročil s slikarko Jeanne-Marie Grandon.
Grétryjev življenjepis sta zapisala Edouard Gregoir (Bruselj, 1883) in Michel Brenet (Bruselj, 1884).

## Delo
Večina Grétryjevih oper je danes pozabljenjih; najpomembnejša je opera v treh dejanjih Kairska karavana, ki je bila krstno uprizorjena 30. oktobra 1783 v palači Fontainebleau.